# Curetagem
A curetagem uterina é um procedimento médico executado em unidade hospitalar, sob anestesia geral ou locorregional, que objetiva retirar material placentário ou endometrial da cavidade uterina por um instrumento denominado cureta.
Tem como função principal limpar os restos do abortamento. Este método é necessário, quando existem complicações após um aborto médico ou aborto espontâneo. Mesmo não existindo razões, médicos de alguns países costumam fazer uma curetagem por hábito.
Passadas algumas semanas e ainda estiver sangrando, o útero irá de modo provável eliminar os últimos sinais de sangramento, mas não tiver nenhuma manifestação de dor, febre ou hemorragia grave e a ecografia mostrar que ainda existem alguns resíduos no útero (abortamento incompleto), a mulher não precisará de uma curetagem. Pequenos indícios no útero podem ser medicados com uma dose adicional de Misoprostol ou então esperar a próxima menstruação. No espaço de quatro a seis semanas após o abortamento médico a menstruação deverá regressar normalmente.
Porém se houver febre, dor persistente e hemorragia exagerada será necessário uma intervenção cirúrgica chamada aspiração por vácuo, sendo melhor do que uma curetagem instrumental porque é menos dolorosa e tem menos riscos.
Toda atuação deve ser realizada com anestesia local ou geral.
Segundo estudos recentes, a curetagem é o procedimento cirúrgico mais realizado pelo Sistema Único de Saúde brasileiro.